# Бранислав Ћирлић
Бранислав Бранко Ћирлић (Пирот, 8. јул 1916 — 9. март 2017) био је српски и југословенски слависта и преводилац.

## Биографија
Рођен је 8. јула 1916. године у Пироту, где је завршио основну школу и гимназију. Студирао је на Шумарском факултету Универзитета у Београду, а након тога од 1938. године филологију на Универзитету у Варшави. Од 1946. године живео је у Пољској.
Био је дописник југословенског радија и штампе, предавао је на словенским студијама на Универзитету у Лођу, а своје радове објављивао у књижевном часопису Нова књига.
Преводио је књижевна дела са српског на пољски језик и обрнуто. Био је члан Пољског удружења писаца, Удружења књижевника Србије и Удружења новинара Србије
У Пољској је био познат по промовисању српске историје, културе и литературе. Добитник је Златног ордена са траком Глорија атис, који му је уручен 13. јула 2011. године на 95. рођендан у Дому литературе у Варшави.
Године 2003. уручена му је Награда Милош Црњански, за превод на пољски језик Романа о Лондону Милоша Црњанског.
Године 2012 одликован је Орденом српске заставе III степена од стране бившег председника Србије, Томислава Николића, за нарочите заслуге и изузетан допринос у очувању и неговању пријатељства између Србије и Пољске.
Његова жена била је Данута Ћирлић, преводилац и новинарка, а ћерка Дорота Јованка Ћирлић—Ментзел, такође новинарка.
Преминуо је 9. марта 2017. године у Варшави, где је и сахрањен, на православном гробљу.

## Дела
- Водич кроз Југославију — спорт и туризам 1974. 1890.  978-83-217-2277-1.. 1989.  978-83-217-2277-1.
- Девет павова и краљ змајева: на основу српских народних мотива (. 1983.  978-83-03-00282-2.. 1990.  978-83-03-02673-6.)

## Студије
- Антологија југословенске новеле (1964)
- Момо Капор — Блокада Београда (. 2001.  978-83-88238-63-5.)
- Романи и јужнословенске приче: хрестоматија; T. 1, 1848-. 1948.  978-83-88938-51-1.

## Преводи

### Са пољског на српски језик
- Антоњина Домањска — Стари сат (Београд: Просвета 1946)
- Ванда Васиљевска — Дуга (Београд: Просвета 1946)
- Владислав Рејмонт — Кучка (Сарајево: Сељачка књига 1952
- Јадвига Вернерова — Рука (Београд: Публицистичко—издавачки завод Југославија 1961)
- Ирена Јургијевицова — Сликар и сретни лептир (Загреб: Младост 1964)
- Чеслав Јанцарски — Доживљају медведића Клемпе (Загреб: Младост 1964)
- Јулиуш Ј. Херлингер — Велика Трка (Горњи Милановац: Дечје новине, Варшава: Државна агенција 1980)

### Са српског на пољски језик
- Јован Јовановић Змај — Ала је леп овај свет (Горњи Милановац: Дечје новине: Државна агенција. 1983.  978-83-03-00193-1.))
- Раде Обреновић — Ми смо смешна породица (Државна агенција. 1988.  978-83-03-02318-6.. 1991.  978-83-03-03225-6.)
- Петре Бакевски — Сунчани прстен (. 1991.  978-83-03-03225-6.))
- Милош Црњански — Роман о Лондону (. 2003.  978-83-7322-480-3.)